# Lijst van planetoïden 1801-1900
Dit is een lijst van planetoïden 1801-1900. Voor de volledige lijst zie de lijst van planetoïden.
| Naam                 | Voorlopige naamgeving | Datum ontdekking  | Ontdekker                                              |
| -------------------- | --------------------- | ----------------- | ------------------------------------------------------ |
| (1801) Titicaca      | 1952 SP1              | 23 september 1952 | M. Itzigsohn                                           |
| (1802) Zhang Heng    | 1964 TW1              | 9 oktober 1964    | Purple Mountain Observatory                            |
| (1803) Zwicky        | 1967 CA               | 6 februari 1967   | P. Wild                                                |
| (1804) Chebotarev    | 1967 GG               | 6 april 1967      | T. M. Smirnova                                         |
| (1805) Dirikis       | 1970 GD               | 1 april 1970      | L. I. Chernykh                                         |
| (1806) Derice        | 1971 LC               | 13 juni 1971      | Perth Observatory                                      |
| (1807) Slovakia      | 1971 QA               | 20 augustus 1971  | M. Antal                                               |
| (1808) Bellerophon   | 2517 P-L              | 24 september 1960 | C. J. van Houten, I. van Houten-Groeneveld, T. Gehrels |
| (1809) Prometheus    | 2522 P-L              | 24 september 1960 | C. J. van Houten, I. van Houten-Groeneveld, T. Gehrels |
| (1810) Epimetheus    | 4196 P-L              | 24 september 1960 | C. J. van Houten, I. van Houten-Groeneveld, T. Gehrels |
| (1811) Bruwer        | 4576 P-L              | 24 september 1960 | C. J. van Houten, I. van Houten-Groeneveld, T. Gehrels |
| (1812) Gilgamesh     | 4645 P-L              | 24 september 1960 | C. J. van Houten, I. van Houten-Groeneveld, T. Gehrels |
| (1813) Imhotep       | 7589 P-L              | 17 oktober 1960   | C. J. van Houten, I. van Houten-Groeneveld, T. Gehrels |
| (1814) Bach          | 1931 TW1              | 9 oktober 1931    | K. Reinmuth                                            |
| (1815) Beethoven     | 1932 CE1              | 27 januari 1932   | K. Reinmuth                                            |
| (1816) Liberia       | 1936 BD               | 29 januari 1936   | C. Jackson                                             |
| (1817) Katanga       | 1939 MB               | 20 juni 1939      | C. Jackson                                             |
| (1818) Brahms        | 1939 PE               | 15 augustus 1939  | K. Reinmuth                                            |
| (1819) Laputa        | 1948 PC               | 9 augustus 1948   | E. L. Johnson                                          |
| (1820) Lohmann       | 1949 PO               | 2 augustus 1949   | K. Reinmuth                                            |
| (1821) Aconcagua     | 1950 MB               | 24 juni 1950      | M. Itzigsohn                                           |
| (1822) Waterman      | 1950 OO               | 25 juli 1950      | Universiteit van Indiana                               |
| (1823) Gliese        | 1951 RD               | 4 september 1951  | K. Reinmuth                                            |
| (1824) Haworth       | 1952 FM               | 30 maart 1952     | Universiteit van Indiana                               |
| (1825) Klare         | 1954 QH               | 31 augustus 1954  | K. Reinmuth                                            |
| (1826) Miller        | 1955 RC1              | 14 september 1955 | Universiteit van Indiana                               |
| (1827) Atkinson      | 1962 RK               | 7 september 1962  | Universiteit van Indiana                               |
| (1828) Kashirina     | 1966 PH               | 14 augustus 1966  | L. I. Chernykh                                         |
| (1829) Dawson        | 1967 JJ               | 6 mei 1967        | C. U. Cesco, A. R. Klemola                             |
| (1830) Pogson        | 1968 HA               | 17 april 1968     | P. Wild                                                |
| (1831) Nicholson     | 1968 HC               | 17 april 1968     | P. Wild                                                |
| (1832) Mrkos         | 1969 PC               | 11 augustus 1969  | L. I. Chernykh                                         |
| (1833) Shmakova      | 1969 PN               | 11 augustus 1969  | L. I. Chernykh                                         |
| (1834) Palach        | 1969 QP               | 22 augustus 1969  | L. Kohoutek                                            |
| (1835) Gajdariya     | 1970 OE               | 30 juli 1970      | T. M. Smirnova                                         |
| (1836) Komarov       | 1971 OT               | 26 juli 1971      | N. S. Chernykh                                         |
| (1837) Osita         | 1971 QZ1              | 16 augustus 1971  | J. Gibson                                              |
| (1838) Ursa          | 1971 UC               | 20 oktober 1971   | P. Wild                                                |
| (1839) Ragazza       | 1971 UF               | 20 oktober 1971   | P. Wild                                                |
| (1840) Hus           | 1971 UY               | 26 oktober 1971   | L. Kohoutek                                            |
| (1841) Masaryk       | 1971 UO1              | 26 oktober 1971   | L. Kohoutek                                            |
| (1842) Hynek         | 1972 AA               | 14 januari 1972   | L. Kohoutek                                            |
| (1843) Jarmila       | 1972 AB               | 14 januari 1972   | L. Kohoutek                                            |
| (1844) Susilva       | 1972 UB               | 30 oktober 1972   | P. Wild                                                |
| (1845) Helewalda     | 1972 UC               | 30 oktober 1972   | P. Wild                                                |
| (1846) Bengt         | 6553 P-L              | 24 september 1960 | C. J. van Houten, I. van Houten-Groeneveld, T. Gehrels |
| (1847) Stobbe        | A916 CA               | 1 februari 1916   | H. Thiele                                              |
| (1848) Delvaux       | 1933 QD               | 18 augustus 1933  | E. Delporte                                            |
| (1849) Kresák        | 1942 AB               | 14 januari 1942   | K. Reinmuth                                            |
| (1850) Kohoutek      | 1942 EN               | 23 maart 1942     | K. Reinmuth                                            |
| (1851) Lacroute      | 1950 VA               | 9 november 1950   | L. Boyer                                               |
| (1852) Carpenter     | 1955 GA               | 1 april 1955      | Universiteit van Indiana                               |
| (1853) McElroy       | 1957 XE               | 15 december 1957  | Universiteit van Indiana                               |
| (1854) Skvortsov     | 1968 UE1              | 22 oktober 1968   | T. M. Smirnova                                         |
| (1855) Korolev       | 1969 TU1              | 8 oktober 1969    | L. I. Chernykh                                         |
| (1856) Růžena        | 1969 TW1              | 8 oktober 1969    | L. I. Chernykh                                         |
| (1857) Parchomenko   | 1971 QS1              | 30 augustus 1971  | T. M. Smirnova                                         |
| (1858) Lobachevskij  | 1972 QL               | 18 augustus 1972  | L. V. Zhuravleva                                       |
| (1859) Kovalevskaya  | 1972 RS2              | 4 september 1972  | L. V. Zhuravleva                                       |
| (1860) Barbarossa    | 1973 SK               | 28 september 1973 | P. Wild                                                |
| (1861) Komenský      | 1970 WB               | 24 november 1970  | L. Kohoutek                                            |
| (1862) Apollo        | 1932 HA               | 24 april 1932     | K. Reinmuth                                            |
| (1863) Antinous      | 1948 EA               | 7 maart 1948      | C. A. Wirtanen                                         |
| (1864) Daedalus      | 1971 FA               | 24 maart 1971     | T. Gehrels                                             |
| (1865) Cerberus      | 1971 UA               | 26 oktober 1971   | L. Kohoutek                                            |
| (1866) Sisyphus      | 1972 XA               | 5 december 1972   | P. Wild                                                |
| (1867) Deiphobus     | 1971 EA               | 3 maart 1971      | C. U. Cesco                                            |
| (1868) Thersites     | 2008 P-L              | 24 september 1960 | C. J. van Houten, I. van Houten-Groeneveld, T. Gehrels |
| (1869) Philoctetes   | 4596 P-L              | 24 september 1960 | C. J. van Houten, I. van Houten-Groeneveld, T. Gehrels |
| (1870) Glaukos       | 1971 FE               | 24 maart 1971     | C. J. van Houten, I. van Houten-Groeneveld, T. Gehrels |
| (1871) Astyanax      | 1971 FF               | 24 maart 1971     | C. J. van Houten, I. van Houten-Groeneveld, T. Gehrels |
| (1872) Helenos       | 1971 FG               | 24 maart 1971     | C. J. van Houten, I. van Houten-Groeneveld, T. Gehrels |
| (1873) Agenor        | 1971 FH               | 25 maart 1971     | C. J. van Houten, I. van Houten-Groeneveld, T. Gehrels |
| (1874) Kacivelia     | A924 RC               | 5 september 1924  | S. Beljavskij                                          |
| (1875) Neruda        | 1969 QQ               | 22 augustus 1969  | L. Kohoutek                                            |
| (1876) Napolitania   | 1970 BA               | 31 januari 1970   | C. T. Kowal                                            |
| (1877) Marsden       | 1971 FC               | 24 maart 1971     | T. Gehrels                                             |
| (1878) Hughes        | 1933 QC               | 18 augustus 1933  | E. Delporte                                            |
| (1879) Broederstroom | 1935 UN               | 16 oktober 1935   | H. van Gent                                            |
| (1880) McCrosky      | 1940 AN               | 13 januari 1940   | K. Reinmuth                                            |
| (1881) Shao          | 1940 PC               | 3 augustus 1940   | K. Reinmuth                                            |
| (1882) Rauma         | 1941 UJ               | 15 oktober 1941   | L. Oterma                                              |
| (1883) Rimito        | 1942 XA               | 4 december 1942   | Y. Väisälä                                             |
| (1884) Skip          | 1943 EB1              | 2 maart 1943      | M. Laugier                                             |
| (1885) Herero        | 1948 PJ               | 9 augustus 1948   | E. L. Johnson                                          |
| (1886) Lowell        | 1949 MP               | 21 juni 1949      | H. L. Giclas                                           |
| (1887) Virton        | 1950 TD               | 5 oktober 1950    | S. J. Arend                                            |
| (1888) Zu Chong-Zhi  | 1964 VO1              | 9 november 1964   | Purple Mountain Observatory                            |
| (1889) Pakhmutova    | 1968 BE               | 24 januari 1968   | L. I. Chernykh                                         |
| (1890) Konoshenkova  | 1968 CD               | 6 februari 1968   | L. I. Chernykh                                         |
| (1891) Gondola       | 1969 RA               | 11 september 1969 | P. Wild                                                |
| (1892) Lucienne      | 1971 SD               | 16 september 1971 | P. Wild                                                |
| (1893) Jakoba        | 1971 UD               | 20 oktober 1971   | P. Wild                                                |
| (1894) Haffner       | 1971 UH               | 26 oktober 1971   | L. Kohoutek                                            |
| (1895) Larink        | 1971 UZ               | 26 oktober 1971   | L. Kohoutek                                            |
| (1896) Beer          | 1971 UC1              | 26 oktober 1971   | L. Kohoutek                                            |
| (1897) Hind          | 1971 UE1              | 26 oktober 1971   | L. Kohoutek                                            |
| (1898) Cowell        | 1971 UF1              | 26 oktober 1971   | L. Kohoutek                                            |
| (1899) Crommelin     | 1971 UR1              | 26 oktober 1971   | L. Kohoutek                                            |
| (1900) Katyusha      | 1971 YB               | 16 december 1971  | T. M. Smirnova                                         |